# Andorita
Andorita és el nom genèric amb què es coneixen les espècies minerals andorita IV i andorita VI. Avui dia no és un terme acceptat per l'Associació Mineralògica Internacional. El nom prové del col·leccionista hongarès Andor von Semsey (1833-1923). També és coneguda pel nom de "sundtita" o "webnerita".

## Andorita IV
L'andorita IV, o quatrandorita, va ser descoberta el 1893 a Bolívia. La localitat tipus d'aquesta espècie és la mina de Les Cougnasses, a Orpierre, França. La seva fórmula química és Pb18Ag15Sb47S96 i cristal·litza en el sistema cristal·lí monoclínic.

## Andorita VI
L'andorita VI, també anomenada senandorita, va ser descoberta el 1892 a Romania. És l'espècie que va ser identificada com a andorita inicialment, i se li va canviar el nom a andorita VI per indicar les unitats múltiples de sis al llarg del seu eix cristal·logràfic. La seva fórmula és AgPbSb₃S₆, i cristal·litza en sistema cristal·lí ortoròmbic.
La nakaseïta és una varietat de l'andorita VI que conté coure. Rep el nom de la mina Nakada, a la Prefectura de Hyogo, Japó.

## Característiques químiques
Tots dos minerals són complexos de sulfur i antimonur anhidre amb cations d'argent i plom. A més dels elements de la seva fórmula, sovint contenen impureses, com ara: bismut, zinc, ferro o coure.
Segons la classificació de Nickel-Strunz, l'andorita IV pertany a «02.JB: Sulfosals de l'arquetip PbS, derivats de la galena, amb Pb» juntament amb els següents minerals: diaforita, cosalita, freieslebenita, marrita, cannizzarita, wittita, junoïta, neyita, nordströmita, nuffieldita, proudita, weibul·lita, felbertalita, rouxelita, angelaïta, cuproneyita, geocronita, jordanita, kirkiïta, tsugaruïta, pillaïta, zinkenita, scainiïta, pellouxita, chovanita, aschamalmita, bursaïta, eskimoïta, fizelyita, gustavita, lil·lianita, ourayita, ramdohrita, roshchinita, schirmerita, treasurita, uchucchacuaïta, ustarasita, vikingita, xilingolita, heyrovskýita, gratonita, marrucciïta, vurroïta i arsenquatrandorita.

## Formació i jaciments
Es formen en vetes que contenen argent i estany i que provenen d'origen subvolcànic per alteració hidrotermal. Se solen trobar associades amb altres minerals, com l'estibina, l'esfalerita, la barita, la fluorita, la siderita, el quars, la cassiterita, l'arsenopirita, l'estannita, la zinkenita, la tetraedrita, la pirita, l'alunita, la pirargirita, l'estefanita o la rodocrosita.

## Usos
Degut al seu alt contingut en argent és extret de les mines com a mena d'aquest valuós metall.